# Người Mỹ gốc Iran
Người Mỹ gốc Iran là công dân Hoa Kỳ hoặc công dân thuộc tổ tiên Iran hoặc có người có quốc tịch Iran.

Người Mỹ gốc Iran nằm trong số những người có trình độ học vấn cao nhất ở Hoa Kỳ. Họ đã xuất sắc trong lịch sử trong kinh doanh, học thuật, khoa học, nghệ thuật và giải trí.
Hầu hết người Mỹ gốc Iran đến Hoa Kỳ sau năm 1979, do kết quả của Cách mạng Iran và sự sụp đổ của chế độ quân chủ Ba Tư, với hơn 40% định cư ở California, đặc biệt là Los Angeles. Không thể quay trở lại Iran, họ đã tạo ra nhiều vùng dân tộc khác biệt, chẳng hạn như cộng đồng Tehrangeles ở Los Angeles. Cộng đồng người Mỹ gốc Iran đã trở nên thành công, với nhiều người trở thành bác sĩ, kỹ sư, luật sư và doanh nhân công nghệ.
Dựa trên thông báo năm 2012 của Tổ chức Đăng ký Dân sự Quốc gia, một tổ chức của Bộ Nội vụ Iran, Hoa Kỳ có số lượng người Iran ở nước ngoài. Vào năm 2021, Bộ Ngoại giao Iran đã công bố số liệu thống kê mới cho thấy rằng 1.500.000 người Iran sinh ra ở Iran đang sống ở Hoa Kỳ theo số liệu gần đây nhất dữ liệu. Tuy nhiên, con số này chỉ đại diện cho dân số sinh ra ở Iran đã chuyển đến Hoa Kỳ vào một thời điểm nào đó và không bao gồm số người Iran sinh ra tại Hoa Kỳ và các nhóm khác có tổ tiên là người Iran.